# پوستامادیارود
پوستامادیارود (به مجاری:  Pusztamagyaród) یک منطقهٔ مسکونی در مجارستان است که در زالا واقع شده‌است.